# 聖何塞德拉蒙塔尼亞
聖何塞德拉蒙塔尼亞是哥倫比亞的城鎮，位於該國北部，由安蒂奧基亞省負責管轄，距離首府麥德林129公里，始建於1916年，面積127平方公里，海拔高度2,748米，2005年人口3,077。
7°35′N 72°43′W / 7.583°N 72.717°W